# Café de la Régence
El café de la Régence de París fue uno de los principales centros ajedrecísticos de Europa de los siglos XVIII y XIX. En él jugaron todos los maestros de ajedrez de la época, y también se reunieron muchos intelectuales y políticos tanto franceses como extranjeros, dado que se convirtió un punto de encuentro célebre en París (como anteriormente lo fue el Café Procope). Hay constancia, por ejemplo, de que fueron en ocasiones Maximilien Robespierre, Denis Diderot (quien hace una descripción del lugar en su obra El sobrino de Rameau), Napoleón Bonaparte y Voltaire.
Asistieron habitualmente, entre muchos otros, Kermur Sire de Légal (maestro de ajedrez de Philidor), François-André Danican Philidor (que iba a menudo junto con Benjamin Franklin, cuando era embajador de los Estados Unidos en Francia), Alexandre Deschapelles, Louis-Charles Mahé de La Bourdonnais, Pierre-Charles Fournier de Saint-Amant, Jules Arnous de Rivière, Paul Morphy, Adolf Anderssen, Samuel Rosenthal, Lionel Kieseritzky, Daniel Harrwitz y David Janowsky.

## Localización y nombre

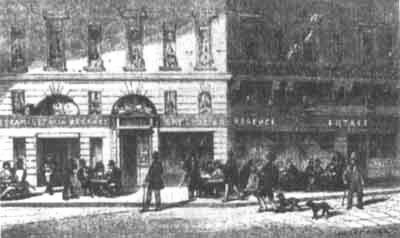
Vista exterior del Café de la Régence en el.

El Café de la Régence, que ya no existe en la actualidad, se fundó inicialmente en 1681 con el nombre de Café de la Place du Palais-Royal. A partir de 1715 empieza a denominarse de la Régence. Cambió de ubicación temporalmente, trasladándose a la rue de Richelieu, en el Hôtel Dodun, como consecuencia de la gran reforma de París impulsada por Napoleón III en 1852, y se estableció a partir de 1854 en la rue Saint-Honoré, donde estuvo abierto hasta el año 1916 (aunque se había transformado en restaurante en 1910, a raíz de un cambio de propietarios). En 1916 fue reemplazado por la Oficina Nacional de Turismo de Marruecos en París, y los jugadores de ajedrez que aún iban, empezaron a asistir al Café de l'Univers.

## Sucesos relevantes

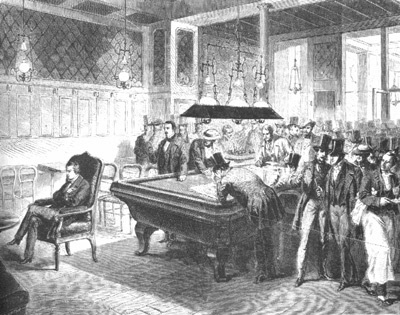
Paul Morphy en su exhibición de ajedrez a la ciega, Café de la Régence, 1848.

En el otoño de 1843 se celebró en este café el duelo entre los dos mejores jugadores de la época, Pierre-Charles Fournier de Saint-Amant y Howard Staunton. Staunton ganó por 13 a 8 (once victorias, seis derrotas y cuatro tablas).
En la segunda ubicación del café fue donde Paul Morphy, durante su viaje por Europa, venció a Daniel Harrwitz en un encuentro (5,5 a 2,5), y también donde hizo su famosa exhibición de partidas simultáneas a la ciega en 1858, y donde Karl Marx conoció a Friedrich Engels. Aquí se disputó también el gran Torneo de París de 1867, ganado por Ignác Kolisch por delante de Szymon Winawer y Wilhelm Steinitz).